# Базарджан (дегестан)
Базарджан (перс. بازرجان) — дегестан в Ірані, в Центральному бахші, в шагрестані Тафреш остану Марказі. За даними перепису 2006 року, його населення становило 3779 осіб, які проживали у складі 1275 сімей.

## Населені пункти
До складу дегестану входять такі населені пункти:
- Альвіджан
- Асіяб-е Джалаль-е Софла
- Багаран
- Базарджан
- Бон-Дархтан
- Бон-Неса
- Вайманд
- Ґандам-Ґуг
- Дадамраз
- Дадган
- Дарбар
- Деларам
- Дінджерд
- Езз-од-Дін
- Загар
- Зорджін
- Кагак
- Калье-є Амаран
- Калье-є Кодс
- Калье-є Мансуріє-є Джадід
- Каріян
- Кезеліє
- Кугін
- Кукан
- Машгад-е Базарджан
- Мобаракабад
- Моїнабад
- Накусан
- Саїдіє
- Тад